# Síndrome de Graham Little-Piccardi-Lassueur
El síndrome de Graham-Little es una enfermedad de la piel que se caracteriza por la existencia de pérdida progresiva del pelo en el cuero cabelludo (alopecia cicatricial), perdida del vello en axilas e ingles de grado variable y presencia de lesiones diseminadas en la piel que consisten en pápulas queratósicas foliculares. Mientras que la pérdida de pelo en la cabeza corresponde a una alopecia cicatricial, la que afecta a axila y pubis no lo es. El síndrome de Graham-Little es un trastorno poco frecuente que afecta principalmente a mujeres de mediana edad, su causa es desconocida, aunque se considera una variante del liquen plano folicular o liquen plano pilar, una variante del liquen plano que afecta preferentemente a los folículos pilosos del cuero cabelludo. El nombre de la afección proviene del dermatólogo y parlamentario británico sir Ernest Graham-Little (1867-1950) que fue uno de los primeros en realizar su descripción.